# مركز بيسان للبحوث والإنماء
مركز بيسان للبحوث والتنمية هو منظمة مجتمع مدني غير ربحية وغير حكومية مقرها رام الله، فلسطين. تأسس عام 1989 ومسجل لدى وزارة الداخلية الفلسطينية.
يعمل المركز على دعم المرأة الفلسطينية من خلال المنظمات الشبابية والمؤسسات النسوية والمنظمات المجتمعية في المناطق المهمشة والريفية في فلسطين، من خلال المبادرات الثقافية التي تشجع مشاركة الشباب والنساء. وله خط ساخن بشأن العنف الأسري.
في عام 1990، وبتمويل من مؤسسة Austcare، أسس مركز بيسان 22 مركزًا مجتمعيًا في الضفة الغربية تقدم التدريب المهني. وله مركزًا للمشاريع الصغيرة والتنمية في نابلس. كما أن المركز له وحدة تشريعية تعمل على الضغط من أجل تشريع مدني فعال، وعمل تاريخيًا مع وزارة الصحة في إجراء دراسات بحثية، بما في ذلك الدراسات المتعلقة بالعنف المنزلي في الضفة الغربية وقطاع غزة.
شارك المركز سابقاً مع صندوق الأمم المتحدة الإنمائي للمرأة في استضافة مؤتمرات نسائية، داخل فلسطين وخارجها، على سبيل المثال في العراق، حيث عقدت ورشة عمل للتثقيف المدني نيابة عن صندوق الأمم المتحدة الإنمائي للمرأة مع جمعية الأمل العراقية لتدريب النساء في مجال حقوق المرأة.
في أكتوبر 2021، صنفت إسرائيل بيسان كمنظمة إرهابية، إلى جانب خمس منظمات فلسطينية أخرى غير ربحية وغير حكومية ( الضمير، الحق، الحركة الدولية للدفاع عن الأطفال - فلسطين، اتحاد لجان المرأة الفلسطينية واتحاد لجان العمل الزراعي). وأدين هذا التصنيف من قبل عدة منظمات دولية، منها: منظمة العفو الدولية وهيومن رايتس ووتش، ومكتب المفوض السامي لحقوق الإنسان التابع للأمم المتحدة الذين وصفوه بأنه "هجوم مباشر على حركة حقوق الإنسان الفلسطينية وعلى حقوق الإنسان في كل مكان". في يوليو/تموز 2022، أصدرت تسع دول من الاتحاد الأوروبي (بلجيكا، الدنمارك، فرنسا، ألمانيا، أيرلندا، إيطاليا، هولندا، إسبانيا، والسويد) بيانًا مشتركًا تضمن فيه إنها ستواصل العمل مع المنظمات الفلسطينية الست التي حظرتها إسرائيل. وفشلت إسرائيل في إثبات وجوب اعتبارهم جماعات إرهابية. ولم تتمكن وكالة المخابرات المركزية من العثور على أي دليل يدعم التصنيف الإسرائيلي، في 18 أغسطس 2022، داهمت القوات الإسرائيلية مقرات المنظمات الست إلى جانب اتحاد لجان العمل الصحي (المحظور عام 2020) في رام الله والبيرة، وصادرت أجهزة كمبيوتر والمعدات وأمرت بإغلاقها.
في فبراير 2022، أطلق مركز بيسان "سلسلة محاضرات بيسان"، وهي سلسلة مخططة من الخطابات حول مواضيع ذات أهمية ثقافية وعلمية ومجتمعية تهدف إلى "الاندماج الكامل لفلسطين في مجتمع التعلم العالمي".